# Birmingham

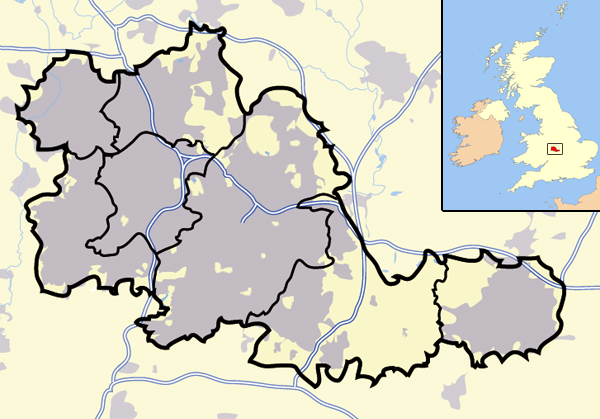
Storstadsområdet West Midlands, med bebyggelse koncentrerad runt Birmingham i väster och Coventry i öster.

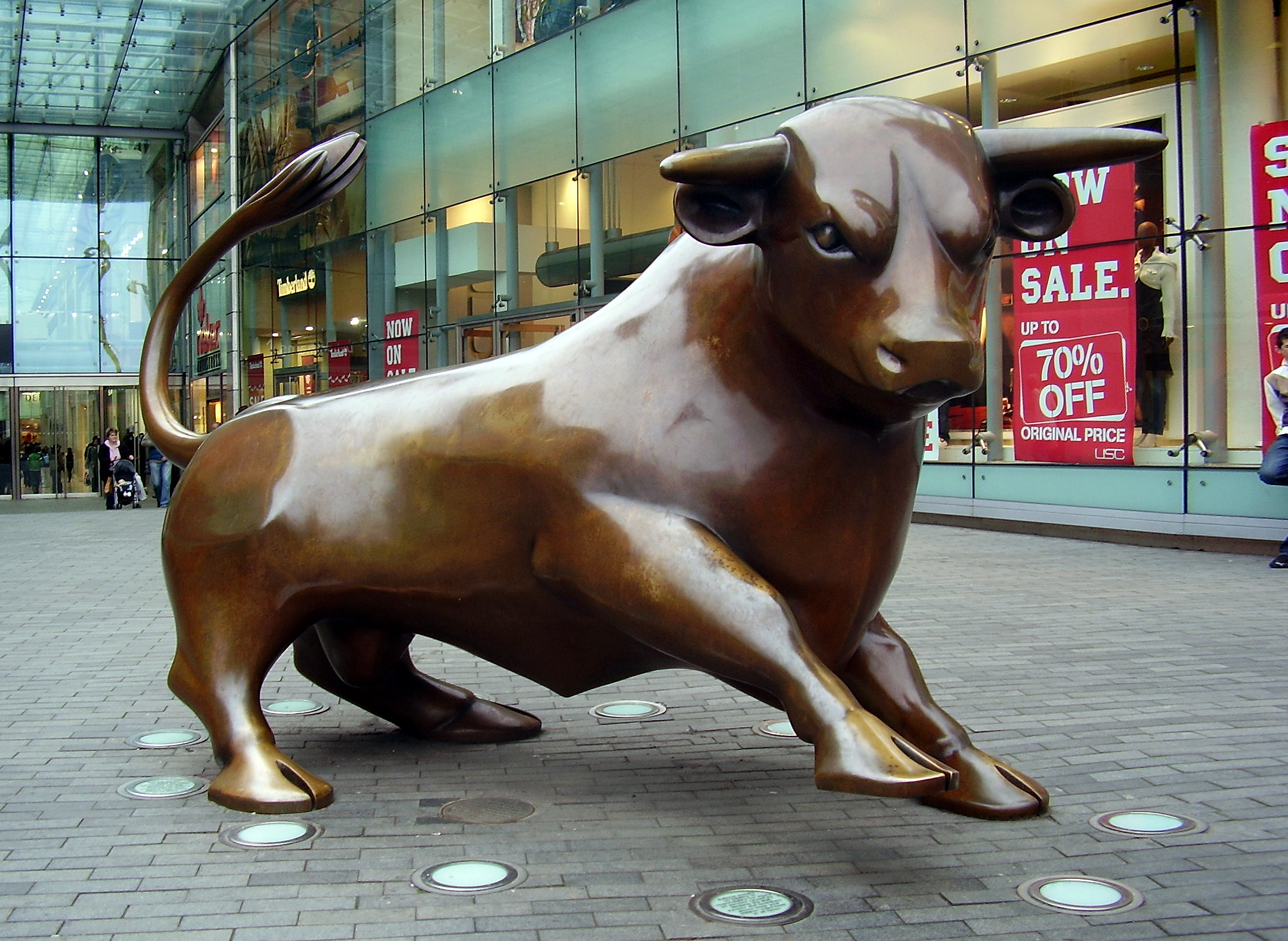
The Bull av Laurence Broderick vid shoppingcentret "The Bull Ring"

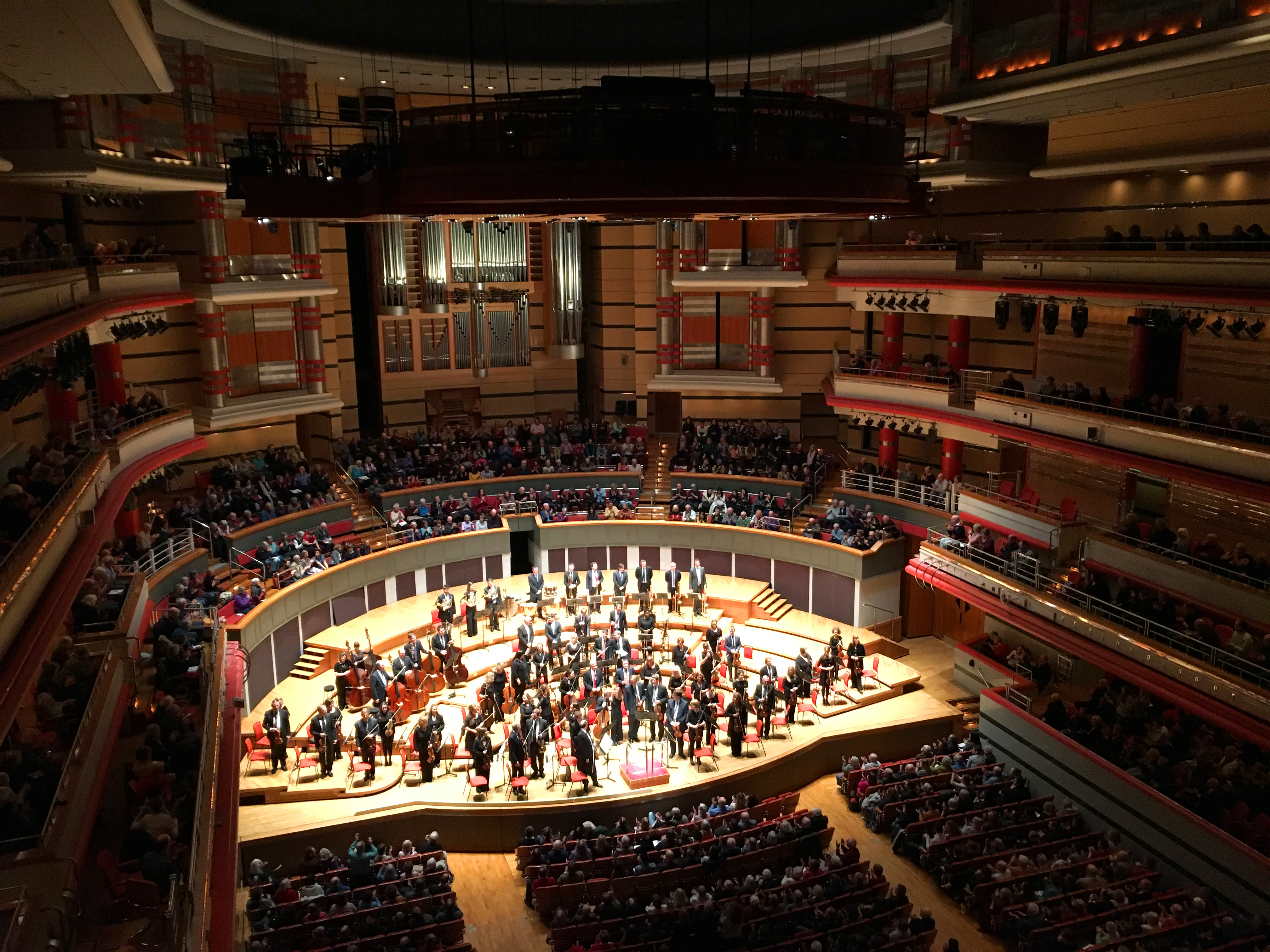
Birminghams symfoniorkester i Symphony Hall.

Birmingham (engelskt uttal: [ˈbɜːrmɪŋəm] lyssna (fil)) är en stad i distriktet Birmingham, i grevskapet West Midlands, i England, den näst största staden i Storbritannien. Staden hade 970 892 invånare (2001). Grevskapet West Midlands, som är synonymt med Birminghams storstadsområde, hade 2 953 816 invånare år 2022. Birminghams invånare brukar kallas för "brummies".

## Ortnamnet
Namnet Birmingham kommer från det fornengelska Beormingahām, som betyder 'hem eller bosättning för Beormunds folk'.

## Historia
Birmingham omtalas första gången redan på 1000-talet men var då en obetydlig bosättning runt en befästning vid stranden av floden Rea. Staden nämndes i Domedagsboken (Domesday Book) år 1086, och kallades då Bermingeham. I början av 1500-talet betecknas Birmingham som en god handelsstad med många smeder. Under engelska inbördeskriget intogs staden 1643 av prins Ruperts trupper och blev till största delen nedbränd. Birmingham kom dock att behålla sin betydelse som en viktig metallindustristad, särskilt vad gäller knivtillverkning. Under 1700-talet industrialiserades staden och befolkningen ökade från omkring 15 000 år 1700 till 30 876 år 1770 och 60 822 år 1801. Omkring 1730 gjordes de första försöken att använda maskiner i stadens bomullsindustrier och under slutet av 1700-talet tog ångmaskiner över allt mer av industrierna. Genom att Birmingham inte hade stadsrättigheter utan fabrikerna kontrollerades av enskilda adelsmän kunde man undvika skråväsendets hämmande inverkan på industrialiseringen. Matthew Boulton grundade 1776 i den nordvästliga förstaden Handsworth de berömda Sohoverken (nedlagda 1850). Från mitten av 1700-talet gjorde sig Birmingham även känd som musikstad.
Birmingham blev även tidigt ett fäste för liberalismen, härifrån utgick den avgörande auktionen för parlamentsreformen 1832. Först 1838 blev Birmingham stad ("municipal borough") var vid Edgbaston och en del av Ashton inkorporerades i staden och 1888 "county borough". 1911 utvidgades staden betydligt. Genom insatser av Joseph Chamberlain från 1870-talet tillkom en rad kommunala företag, hälsovårdsväsen, gasverk (1875), elverk (1899) med mera.
Staden blev svårt skadad av omfattande tyska bombanfall under andra världskriget 1940–1942, över 100 000 byggnader förstördes. Vid mitten av 1900-talet skedde omfattande saneringar av stadens centrum där stora kontorskomplex växte fram. Under 1970- och 1980-talet tappade Birmingham som många andra äldre brittiska industristäder befolkning, i stället skedde senare en omfattande inflyttning av invandrare från forna brittiska kolonier.

## Industrier
Birmingham har en lång tradition som betydande industristad. Detta visas bland annat av de många kanaler som milvis korsar staden. Birmingham har fler kilometer kanaler än Venedig och de utgör hjärtat i det brittiska kanalsystemet. I stadsdelen Bournville, strax sydväst om stadskärnan, ligger Cadburys stora chokladfabrik. Den är idag en av Birminghams många turistattraktioner och man kan gå guidade turer i chokladfabriken. Under lång var Birmingham ett centrum för den brittiska fordonsindustrin med bland annat Austin och BSA. Birminghams sista bilfabrik, Longbridge, stängdes 2005 och många jobb försvann. Jaguar Land Rover har betydande verksamhet i staden.

## Kommunikationer
Den regionala flygplatsen heter Birmingham Airport. Härifrån kan man flyga till de flesta destinationer i Europa och även interkontinentalt. Det lättaste sättet att ta sig till flygplatsen, som ligger mellan Birmingham och Coventry, är med tåg från New Street Station. Alla tåg mot Coventry och London stannar vid stationen Birmingham International, som ligger en kort sträcka från flygplatsen.
Den viktiga motorvägen M6 går via Birmingham.

## Utbildning
Det finns tre universitet i Birmingham: University of Birmingham, Aston University och Birmingham City University.

## Sport
Staden har tre rivaliserande fotbollslag: Aston Villa FC och Birmingham City FC ("The Blues", i dagligt tal) samt  West Bromwich Albion.
I Edgbaston ligger den välkända Edgbaston Cricket Ground, där flera testmatcher i cricket spelas varje år och som är hemmaarena för Warwickshire County Cricket Club, trots att Birmingham sedan 1974 inte är en del av Warwickshire.

## Kultur

### Musik
Många musikgrupper, som Black Sabbath, Duran Duran, Electric Light Orchestra, Judas Priest, Magnum, The Moody Blues, The Move, Napalm Death, The Spencer Davis Group, Steel Pulse, The Streets och UB40, påbörjade sina karriärer i Birmingham.
I staden verkar också den välkända symfoniorkestern City of Birmingham Symphony Orchestra

### Österländska restauranger
Birmingham är känt för sina "curries" eller "baltis", det vill säga restauranger som serverar mat typisk för Indien, Pakistan och Bangladesh. Balti är en specialitet från Kashmir som brukar ätas med händerna eller med bröd. Mängden indiska restauranger beror på den höga andelen invandrare från forna kolonier så som Indien, Pakistan och Bangladesh. Även från Karibien har många människor anlänt till Birmingham.

## Arrangemang och event
- Crufts, världens största hundevent (hundutställning med mera), hålls årligen i Birmingham

## Galleri

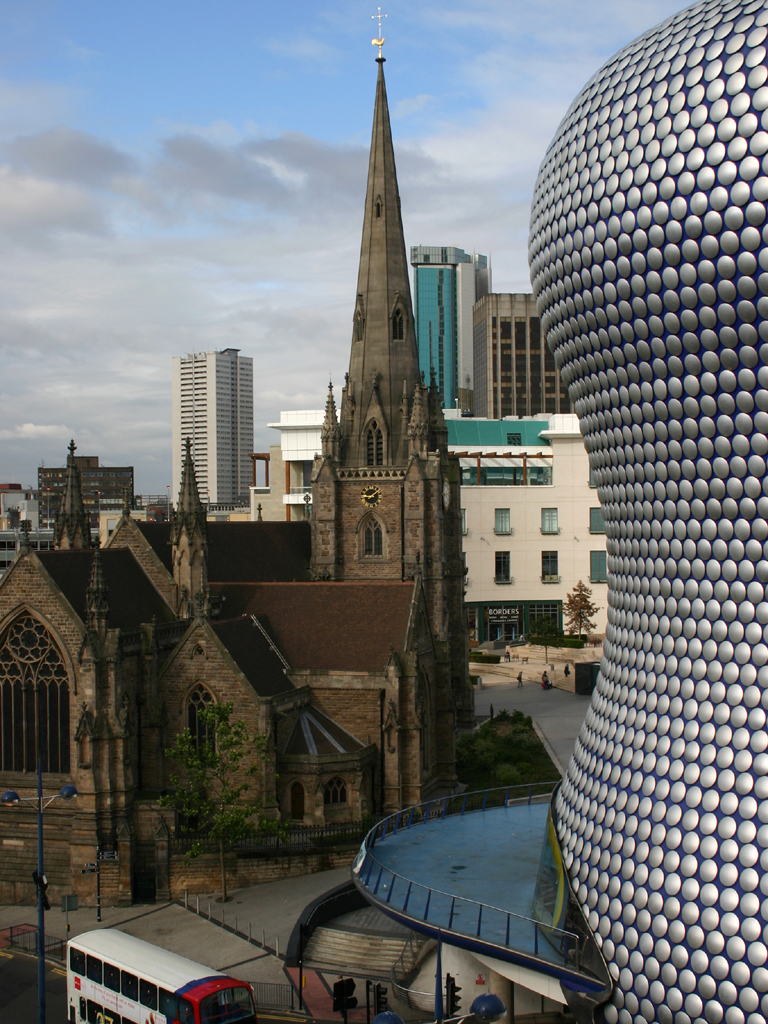
St Martin's kyrka och Selfridges varuhus.
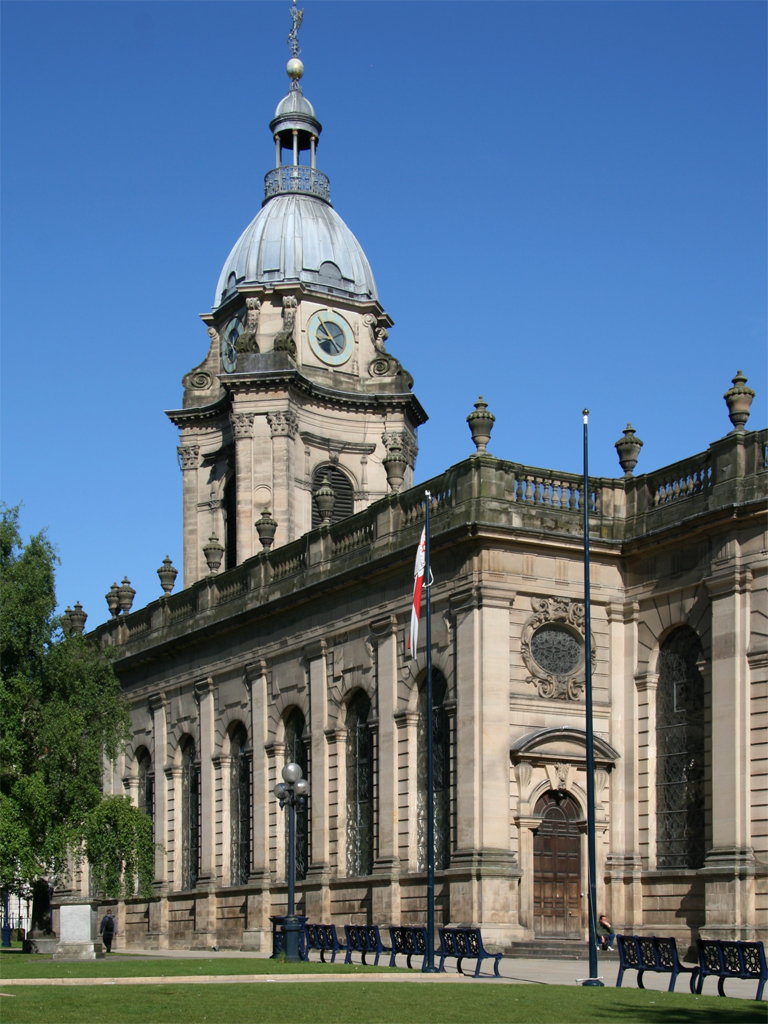
Philip's Cathedral
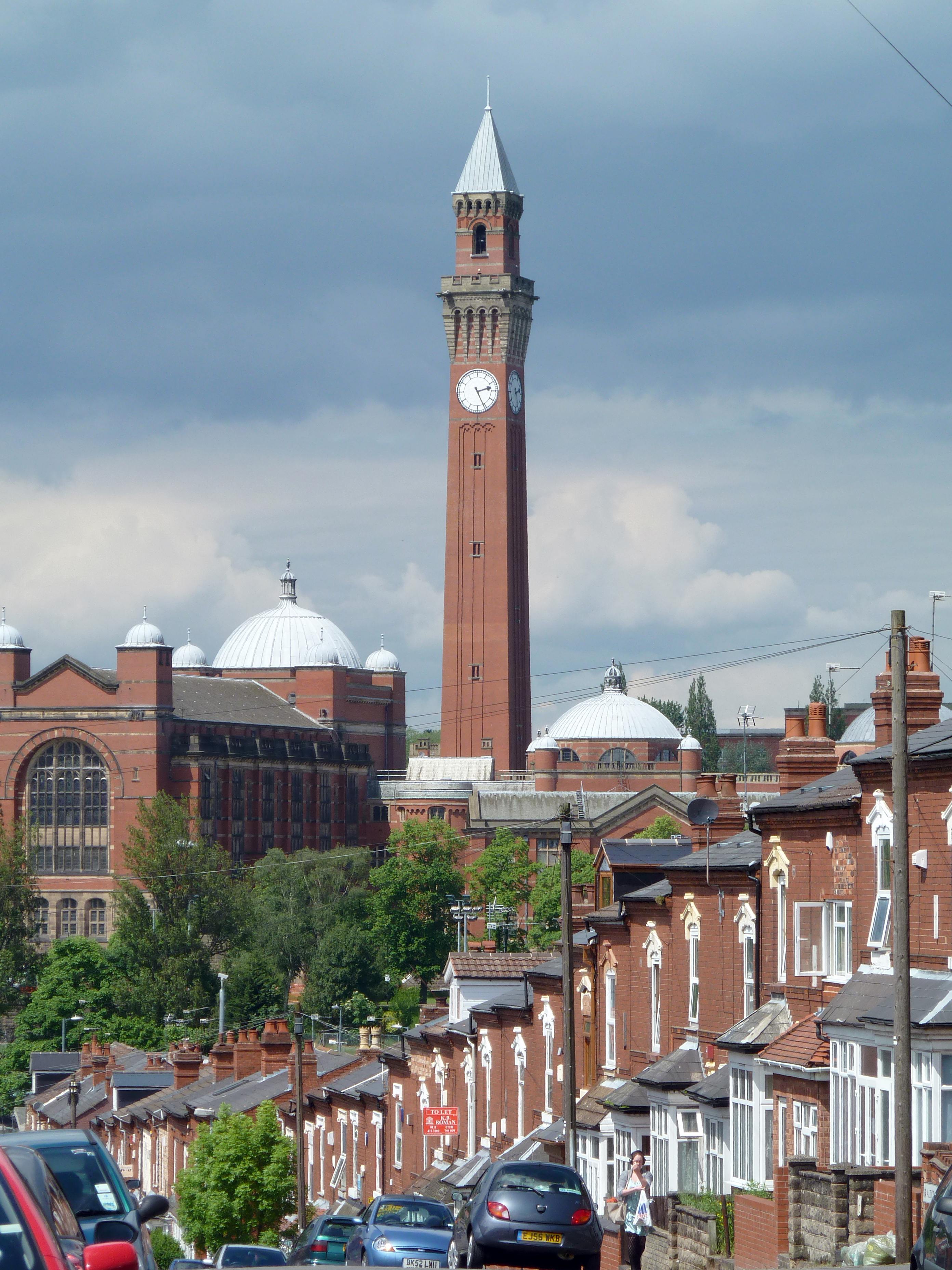
Birminghams universitet.
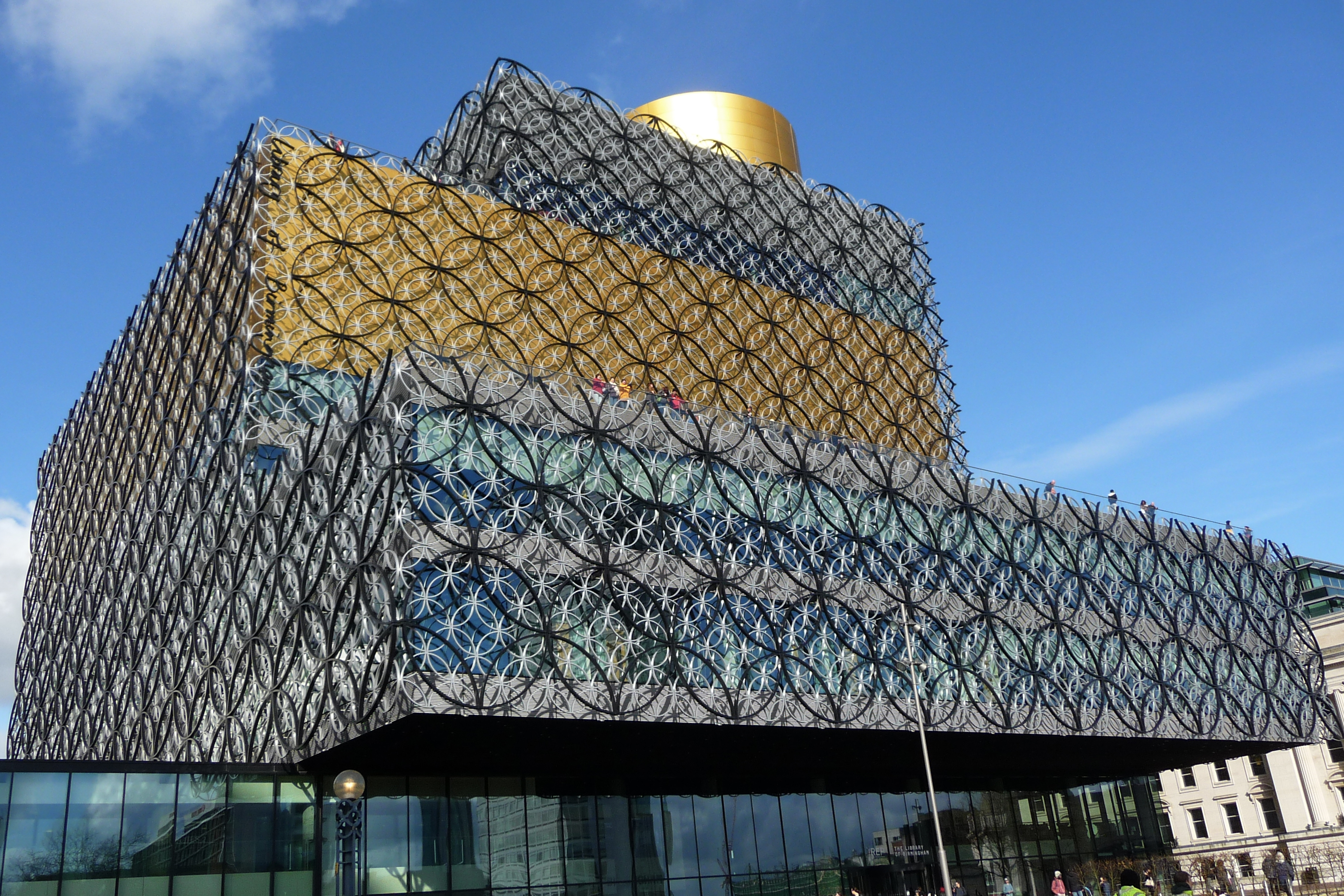
Birminghams bibliotek.
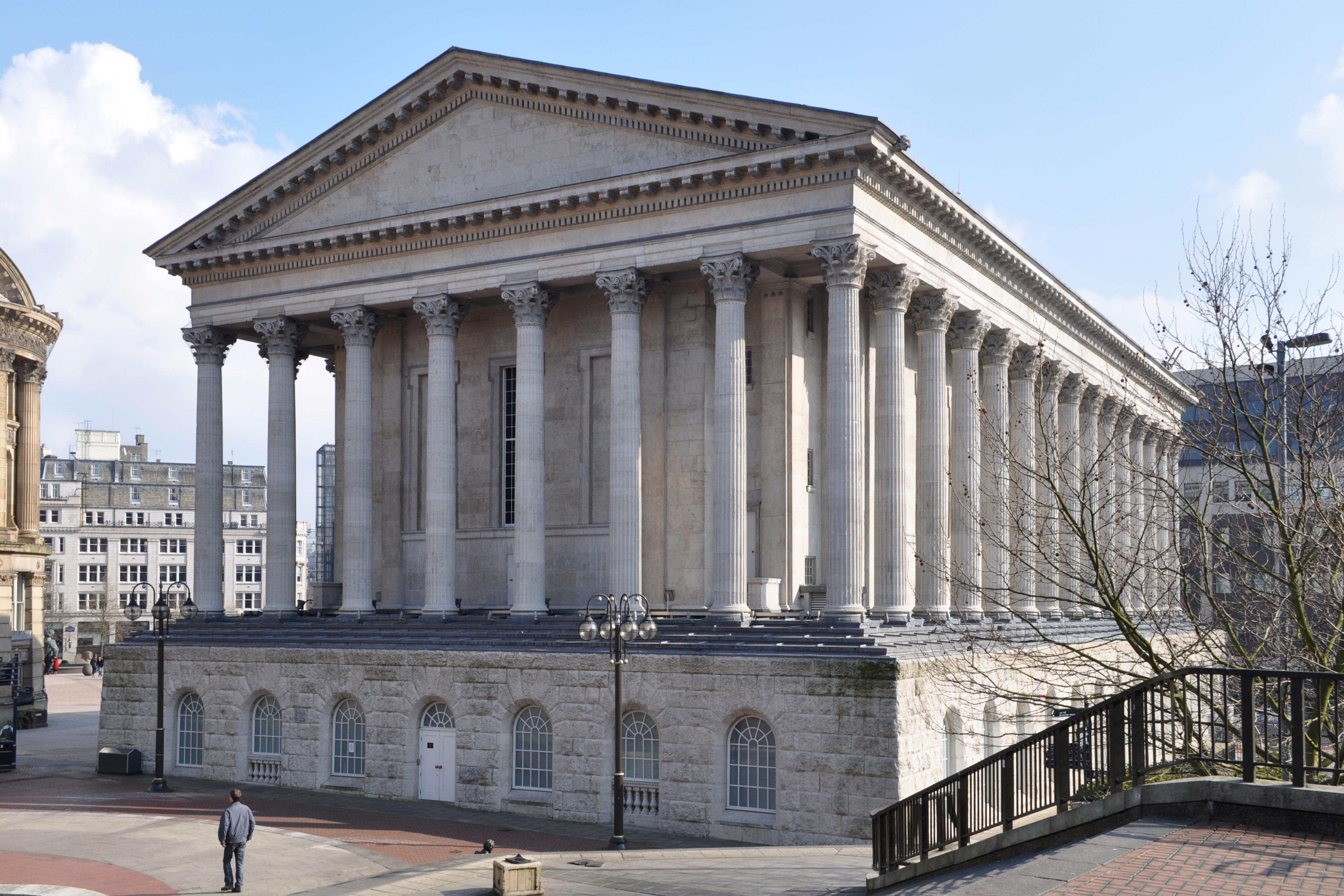
Birminghams stadshus.